# 첫사랑 (1996년 드라마)
《첫사랑》은 1996년 9월 7일부터 1997년 4월 20일까지 방영한 KBS 2TV 주말 드라마이다.
이 드라마는 이례적으로 첫 방송이 평균 35.1%의 압도적인 시청률을 기록하는 기염을 토하면서 출발하였으며, 방영 한 달 만에 시청률 40%를 돌파하였다. 또한 첫 방송 이래 8개월 간 주간 시청률 1위 자리를 굳건히 지켰고, 마지막 회는 65.8%로 시청률 조사한 이래 최고 시청률을 기록하였다.
다만, 캐스팅 문제 때문에 어려움을 겪어왔는데 채시라 김희애 등이 성찬옥(송채환 분) 역 물망에 올랐으나 MBC와의 계약문제(채시라) 휴식을 취하겠다는 의사(김희애) 등 여러 가지 이유 때문에 고사했고 심은하가 이효경 역(이승연 분) 물망에 거론됐지만 스스로 포기했다.
이렇게 되자 KBS는 1996년 5월 말 종영 예정이었던 《목욕탕집 남자들》을 4달 늘린 9월 1일 끝냈다.

## 기획 의도
1980년대에서 현대까지를 배경으로 신분의 벽을 뛰어 넘는 젊은이들의 첫사랑과 강한 형제애를 그린 드라마.

## 등장 인물

### 주요 인물
- 이승연 : 이효경 역

1964년생. 영화관 주인집 외동딸로 인기 많고 심성이 착하다. 찬우를 문병 왔다 우연히 찬혁의 그림을 보고 찬혁을 좋아하게 된다. 대학 입시에 실패하고 재수를 하는 도중에 석진의 도움으로 찬혁과 만남을 가지지만, 찬혁이 뺑소니 사고로 사망했다는 소식을 듣고 파리로 유학길에 오른다. 후에 귀국을 하여 찬혁이 살아있음을 알게 되고, 불구가 되어 그림을 그리는 찬혁의 모습에 오열한다.
- 최수종 : 성찬혁 역

1962년생(빠른63년생이다. 1월. 병무청장면에서 신분증 확인). 영화관 간판화가 성덕배의 장남으로 아버지의 재능을 물려받아 그림에 소질이 있다. 불우한 환경에도 자신을 좋아하는 효경을 만나 사랑하나 미대 입학을 앞두고 왕기를 피해 서울로 상경하여 화학공장에서 일한다. 효경과 후에 다시 만나지만, 공장에서 왕기가 보낸 부하들이 쫓아올까봐 도망을 치고 버스를 타고 동팔이 있던 식당에 들어가서 숨어 있는다. 재하를 만나 효경을 만나지 않겠다는 약속을 하고 서울로 떠난다.재하의 협박에 의해 군대 입대, 교통사고 등의 불행을 겪는다. 불구가 된 후 조용히 그림을 그리며 살아간다.
- 배용준 : 성찬우 역

1964년생. 찬혁의 동생으로 효경을 짝사랑했으나 형에게 양보한다. 명문대 법대에 입학하여 사법고시 1차까지 합격하지만, 2차 시험을 앞두고 이재하 일가와의 폭행 사건으로 인해 전과를 기록하여 고시를 포기한다. 파칭코에서 아르바이트를 하다 나 사장의 눈에 띄어 경영을 배우고, 전 회장의 총애까지 받게 되어 깡치의 도움으로 비서 일을 한다. 이재하 일가와 왕기에 대한 복수를 계획하고 성공한 이후 공부를 다시 시작한다.
- 박상원 : 강석진 역

대명그룹 전미자 회장 아들. 프랑스의 명문 건축학교를 다니고 있는 수재. 효경의 마음을 헤아리고, 찬혁과의 만남을 도와준다. 찬혁이 죽었다는 소식을 듣고 방황하던 효경을 파리에서 보살펴 주고 결혼까지 결심하지만, 귀국 후 찬혁의 생존 사실을 알고 둘을 위해 다시 파리로 떠난다.

### 찬혁네
- 김인문 : 성덕배 역

1922년생. 찬옥, 찬혁, 찬우 남매 아버지. 극장의 간판을 그리는 화공. 극장에서 쫓겨난 이후 서울로 돌아와 포장마차, 도배 등의 일을 꾸준하게 한다. 그리고 극장을 그만두고 집에서 쉬게 되고, 왕기 수하들이 우리집에 쳐들어와 집안을 작살내다 쓰려져 병원에 입원까지 하게 된다. 퇴원 후 집에 돌아가게 되지만,후에 귀농하여 양계장을 운영한다. 양계장을 운영을 하고 닭과 병아리를 기른다.
- 송채환 : 성찬옥 역

1959년생. 찬혁, 찬우의 누나. 약간 언어장애가 있으며 순수한 마음을 지닌 사람. 아버지가 일하는 극장에서 몹쓸 짓(성폭행)을 당한다. 정남의 기타와 노래에 반하게 되고, 결국 그와 결혼하여 자식까지 두게 된다.
- 손현주 : 주정남 역

1952년생. 찬옥의 남편, 밤무대 가수. 왕기의 협박에 의해 찬혁의 상황을 더욱 어렵게도 만들지만 마음만은 여리다. 룸살롱을 전전하다 후에 주정남 음악교실을 열어 수강생들의 노래를 가르친다. 마지막에는 기타로 왕기를 때리고 응징을 한다.
(보고싶어도 보고싶은)

### 효경네
- 조경환 : 이재하 역

극장주이자 효경의 아버지. 사업수완이 뛰어나다. 전회장의 도움으로 서울로 올라와 주류, 컨테이너, 호텔 등 사업을 확장하며 성공을 한다. 딸인 효경을 끔찍하게 사랑하여 찬혁과 가족들에게 불행을 주는 인물. 송여사와 같이 효경이 간직한 찬혁과 찍은 사진을 보여주고 딸 효경이 거짓말을 해서 부모를 속였다는 사실을 알고 딸 효경에게 화를 부린다. 찬우에 의해 사업이 부도처리될 위기에 놓이자 쓰러져 수술을 받지만, 결국 사망을 하게 된다.
- 윤미라 : 송 여사 역

재하의 아내이자 효경의 어머니. 동생 왕기를 탓하면서도 몰래 도와줄 정도로 동생을 아낀다. 석진과 효경을 맺어주려 노력한다. 재하가 사망하자 동생 왕기를 탓한다. 동생 왕기에게 재하를 죽게 했다고 화까지 낸다.
- 안승훈 : 송왕기 역

송 여사의 남동생. 드라마 최고 악역이자 전과 4범. 동네 양아치들을 잘 규합하고 조직화시켜 단기간에 세력을 가지게 된다. 재하의 오른팔로, 얘들을 시켜 찬혁을 잡으라고 시킨다. 찬혁이 도망치자 부하들을 시켜서 찬혁의 집까지 찾아가서 찬혁 가족들을 괴롭혀서 집안을 박살까지 낸다. 부하들은 찬혁이 있는데로 누구한테 연락을 하라고 협박하고 효경이 찬혁의 집까지 찾아가다 효경을 차에 태우고 집에 들여보낸다. 누나 송여사에게 전화를 걸다 부하들까지 누가 도망치다가 놓쳐서 혼까지 낸다. 찬우가 돈을 들고 매형인 재하에게 호텔까지 찾아와서 돈을 던져서 더럽다고 거절을 하고 재하가 시키는 대로 찬우를 버릇 고치라고 시킨다. 부하들과 같이 찬우가 덕배의 둘째 아들이라고 사실을 알게 되자 찬혁이 대신에 찬우를 폐창고까지 데리고 와서 부하들을 시켜서 구타를 한다. 재하에게 꾸중을 듣자 찬우를 부하들에게 차를 타고 집에 내보낸다. 재하가 시키는 대로 입찰을 따지 못해 부도가 나게 한다. 재하를 사망하게 만들어서 누나 송여사에게 혼이 나고, 찬혁에게 사과를 하다 정남에게 기타로 맞고 응징을 당한다.

### 석진네
- 전양자 : 전미자 역

대명그룹 회장으로 남편인 여당의장이 사망하고 홀로 사업을 이끌어 나간다. 나사장과 찬우의 도움으로 카지노, 유통 쪽에 사업을 확장하며 성공가도를 달린다. 찬우에게 호감을 가지고 있어 자신의 딸인 석희와의 만남을 주선한다.
- 최지우 : 강석희 역

미자의 딸로 좋은 집안에 빼어난 미모, 교양을 겸비한 재원. 영문학과를 전공하는 여대생. 교내 방송반 DJ로 활동한다. 찬우가 불우한 환경에서 공부하는걸 알면서도 그에게 지속적으로 관심을 가진다. 찬우가 회사를 그만두고 다시 공부할 것이라고 하자 기다릴 것이라며 자신의 마음을 전한다.
- 전운 : 강만희 역 - 국회 부의장, 석진과 석희의 아버지 (특별출연)

### 그 외 인물
- 이혜영 : 박신자 역

1963년생. 찬혁의 이웃집 동생이며 효경,찬우보다 1살 연상이지만, 아파서 1년 쉬는 바람에 이들과 동창이다. 어머니가 재혼하자마자 가출하여 서울로 상경한다. 험한 일을 전전하다, 같은 여인숙의 월방에 세들어 있는 수진을 만나 동대문에서 옷장사를 시작한다. 찬혁을 짝사랑하며, 찬혁이 교통사고 이후 하반신 불구가 됐음에도 헌신적으로 돌본다.
- 배도환 : 오동팔 역

1962년생. 찬혁의 친구로, 전학온 찬혁을 괴롭히지만 결국 친해져 의리의 사나이가 된다. 나중에 서울로 올라와 작은아버지가 있는 식당의 주방장으로 생활하다 수진을 만나 결혼까지 하게 된다.
- 나한일 : 나성일 사장 역

카지노 실력자로, 파칭코에서 일하다가 찬우의 재능을 발견하고 그를 옆에 둔다. 사업에 대한 선견지명과 판단이 뛰어나지만, 후에 그에게 불만을 가진 반대파에 의해 급습을 당한 후 서예를 하며 은둔생활을 한다. 법학공부를 끝마치지 못한 자신을 대신해 찬우에게 공부를 하여 시험에 합격할 것을 요구하며 후견인이 되어준다.
- 박정수 : 양행숙 여사 역 (중반 하차)

신자의 엄마로 과부이다. 당시에 금지된 양담배와 외제 화장품등을 몰래 팔아 생계를 유지하다가, 후에 이재하가 주인으로 있는 매점에 들어와 장사를 하게 된다. 신자의 제안으로 극장에서부터 그녀를 흠모해온 모텔의 사장인 재력가 신 사장과 결혼한다.
- 최정원 : 이수진 역

1960년생. 신자와 같은 여인숙에 묵고 있던 의문스러운 여자였으나 신자가 어려운 일을 겪자 옷장사를 가르쳐준다. 후에 동팔에게 돈을 빌려 옷가게를 오픈하고 결국 결혼까지 하게 된다.
- 김태우 : 박형기 역

1962년생. 찬우의 같은 과 형으로, 판검사 집안의 아들. 석희를 흠모하지만 연애에는 소질이 없다. 찬우와 같이 공부하나 찬우가 학업을 포기한 후 혼자 고시에 합격하여 서울지검 검사가 된다.
- 신귀식 : 신영도 사장 역 (중반 하차)

홀아비로 모텔의 사장인 재력가. 고전적 방식인 연애 편지는 물론 극장의 가게 봐주기 등 치열한 구애 작전을 구사하여 양 여사의 마음을 사로잡기 위해 노력한다. 결국 양 여사와 결혼에 골인한다.
- 차태현 : 정기환 역 - 찬우에게 파칭코 아르바이트를 추천한 친구 (중반 하차)
- 이규준 : 조장수 역 - 찬우에게 파칭코 아르바이트를 추천한 친구 (중반 하차)
- 송혜교 : 정아 역 - 효경의 과외 학생 (중반 하차)
- 남윤정 : 정아 모 역 (중반 하차)
- 권병준 : 깡치 역
- 최재원 : 석희 방송방 선배 역 (중반 하차)
- 이철민 : 갑진 역 - 동팔이 운영하는 식당 직원
- 이주화 : 양화자 역 (정남의 고향 후배)
- 김경응 : 최현민 상병 역 - 찬혁의 군대 동기
- 안진수 : 박 전무 역 - 효경이 방문한 화랑 주인, 전회장의 비서
- 황덕재 : 왕기 수하 역
- 윤진호 : 김상수 역 - 왕기 수하
- 강민석 : 덩치 역 - 왕기 수하(24회 ~ 62회)
- 이두일 : 왕기 수하 역 (중반 하차) 1회 ~ 24회까지
- 미상 : 형사 역 (20회 특별출연)
- 이주현 : 왕기 수하 역 (중반 하차)
- 송금식 : 깡치 수하 역 (62회 특별출연)
- 권오현 : 고병태 역 - 재하가 운영했던 극장 직원 (중반 하차) 1회 ~ 6회
- 신국 : 민사장 역
- 최명수 : 찬우가 다니는 법대 민법교수 역
- 양영준 : 찬우가 다니는 법대 형법교수 역
- 조성규 : 찬우 동네 건달 역 - 20회에서 덕배가 운영하는 포장마차까지 처들어와 부하들과 같이 행패를 부려서 덕배까지 허리를 다치게 하고 달아남. 찬우와 당구장에서 마주하자 부하들과 손을 보다가 동팔에게 잡히자 부하들과 그만 당구장에 있다 찬우의 신고로 부하들과 경찰들에게 잡혀 경찰서에 가게 되고 구속을 당함.(중반 하차)
- 이상인 : 찬우 동네 주민 역 (특별출연)
- 송종원 : 나성일 비서 역
- 양재원 : 찬우 비서 역
- 이성용 : 재하 회장 보좌 역
- 최재진
- 김호진 : 이찬혁 역
- 신윤정
- 김동완 : 찬혁이 근무하던 비닐공장(삼영화학) 주임 역
- 서영진 : 찬혁의 군대시절 직속상관 역
- 안성민 : 석희의 방송부 선배 역
- 강신조 : 석희의 방송부 선배 역
- 장정희 : 찬옥이 임신했을 때 방문한 약국 약사 역(특별출연)
- 박정웅 : 동팔의 아버지 역
- 김주호 : 찬우가 극장에서 사고를 친 다음날 극장을 방문한 순경, 찬우-석희가 다니는 대학 캠퍼스문화토론회에 참여한 경영학과 학생 역
- 서상익 : 찬우가 극장에서 사고를 친 이후, 찬우를 체포하고 취조하는 형사 역
- 허현호 : 김기철(동화물산 대표이사) 역, 대진그룹 대표이사 역
- 장희진 : 김기철 아내 역
- 이우석 : 전회장의 수행원 역
- 조재훈 : 이재하의 수행원 역
- 김영인 : 김비서(이재하의 비서) 역
- 남정희 : 찬혁 가족이 사는 집주인 아주머니 역
- 차기환 : 왕기가 사업(주류)거래하는 나이트클럽의 지배인(23회), 야학을 하는 석희를 취조하는 형사(47회) 역
- 허기호 : 용가리 역 - 찬혁의 고교시절 미술선생님
- 김성희 : 이재하의 비서 역
- 김덕현 : 이재하의 비서 겸 수행원 역
- 이한위 : 정남의 룸살롱에서 정남에게 시비를 거는 취객 역(특별출연)
- 손종범 : 이한위와 동행했던 취객 역(특별출연)
- 유순철 : 덕배의 도배일 동료 역
- 정영금 : 찬우가 대학시절 과외 가르치던 학생의 어머니 역
- 하다솜
- 윤지숙 : 은혜 역 - 석희의 대학 동창
- 강경헌 : 병태가 찬옥을 불러들인 춘천의 어느 다방 레지 역, 신자가 잠시 근무하는 다방 레지 역, 효경의 대학 동기 역, 마지막회에서 찬우를 만나러 온 석진에게 찬우가 부재중이라고 거짓말하는 비서 역
- 이준우 : 나사장의 보디가드 겸 운전사 겸 심부름꾼 역
- 양형호 : 나사장의 부하직원 역
- 최병학 : 찬혁의 그림을 마음에 들어해서 구입한 화랑 주인 역
- 신복숙 : 전회장집 가정부 역
- 홍여진 : 정남이 근무하던 룸싸롱 장마담 역
- 김창봉 : 신자가 찾은 직업소개서 소장 역, 찬혁의 교통사고 가해자의 가족 역
- 이제신 : 찬혁의 교통사고 가해자의 부인 역
- 신용규 : 찬우와 형기가 다니는 학과 조교 역
- 이경순 : 신자, 수진이 묵는 여인숙 주인 역
- 유명순 : 효경집의 가정부 역
- 조하나 : 효경이 재수생 시절 찬혁 때문에 괴로워하다가 입원했을 때 돌보던 간호사 역
- 윤성국 : 동팔이 근무하는 식당주인이자, 작은아버지 역
- 서창호 : 찬우가 대성파를 신고하려고 찾아간 파출소 순경 역
- 박칠용 : 찬우가 대성파를 찾기 위해 방문한 오락실 주인 역
- 이원종 : 정남, 찬옥이 결혼식을 올린 교회 목사 역
- 곽정희 : 찬우,찬혁,찬옥이 이사가기 전에 살던 집(흑석동)에 새로 들어온 세입자 아주머니 역.
- 이성용 : 이재하 회사의 임원 역
- 최상길 : 정남과 찬옥의 첫 데이트 하는 모습을 멋대로 촬영하다 욕먹는 포토그래퍼 역
- 이배국 : 박부장 역
- 박유승 : 이재하가 찬우에게 자금지원을 요청하러 갔을 때, 이재하의 휠체어를 미는 수행원 역
- 황신정 : 신자가 잠시 근무하던 다방 마담 역
- 김효원 : 찬혁의 사고 직후 응급실 의사 역
- 태민영 : 찬혁이 의식불명에서 깨어났을 당시 찬혁의 주치의 역
- 이원발 : 김 경사 역
- 오성열 : 나성일의 반대 세력파 조직원 역
- 김진오 : 찬우가 고1때 마음잡고 아르바이트하던 연탄가게 직원 역, 찬우가 회의를 열 때 있었던 간부들 중 한명 역
- 박남춘 : 찬우를 연탄가게 아르바이트 채용한 직원 역
- 한정국 : 이재하가 효경이 파리에 없는 걸 석진에게 듣고 충격으로 쓰러져서 입원한 병원 원장 역
- 김대환 : 나성일의 반대세력인들이 박스를 찬우쪽으로 밀어서 쓰러뜨렸을 때 온몸을 던져서 찬우를 구한 직원 역
- 윤갑수 : 1회에서 행숙이 양담배,양과자를 찾기 위해 행순(신자)의 집을 수색하는 경찰 두명 중 한 명.
- 염정구 : 찬혁의 치료를 담당한 의사 중 한 명 역
- 심우창 : 효경을 치료하러 왕진을 온 의사 역
- 진운성 : 신자가 찬혁을 위해 구입한 면도기 가게 주인 역
- 이기철 : 석진의 프랑스 유학동기생 역
- 김원배 : 11~12회 출연(왕기와 함께 나이트클럽에 방문하고 훗날 왕기와 도박을 하는 역).

### 아역
- 정후 : 어린 이효경 역
- 고동현 : 어린 성찬혁 역
- 양석용 : 어린 성찬우 역
- 조민경 : 어린 성찬옥 역
- 한보람 : 어린 박신자 역
- 박정승 : 어린 오동팔 역

## 수상 경력
- 1996년 KBS 연기대상 남자 최우수 연기상 최수종
- 1996년 KBS 연기대상 남자 우수 연기상, 인기상, 포토제닉상 배용준
- 1996년 KBS 연기대상 남자 조연상 손현주
- 1996년 KBS 연기대상 여자 조연상, 인기상 송채환
- 1996년 KBS 연기대상 여자 신인 연기상 이혜영
- 1997년 백상예술대상 TV부문 남자 인기상 배용준
- 1997년 백상예술대상 TV부문 여자 인기상 이승연

## 참고 사항
- 당초 시놉시스 상으로는 드라마가 전개됨에 따라서 성찬혁은 반신불구, 성찬우는 깡패, 주정남은 부인을 학대하다 손가락이 잘리는 역할로 설정되었다. 그러나 드라마가 방영되면서 예상 시놉시스에 대한 항의가 빗발쳤고, 결국 대대적인 대본 수정을 통해서 주인공들의 역할도 대폭 수정된다.[7][8]
- 원래 1997년 3월 초 종영 예정이었지만 후속작으로 예정된 <폭풍 속으로>[9]가 월화 미니시리즈로 편성이 바뀌면서 3월 말 끝낼 계획이었다. 그러나, 후속작인 <파랑새는 있다>의 캐스팅 문제로 어려움을 겪게 되자 1개월 연장하였다.
- 극중 강석희 역의 최지우는 이 작품이 여러 차례 연장 방영을 결정하며 해당 작품 후반부와 SBS 일일극 <행복은 우리 가슴에> 초반부에 본의 아니게 겹치기 출연을 했는데, 이 과정에서 SBS는 KBS와 한때 잡음[10]이 있었다.
- 주인공들의 이야기 외에도 김인문-박정수-신귀식의 50대 삼각관계가 인기요소로 부각되었다.[11]
- 집단 구타를 당하는 내용을 장시간 방영하여 폭력행위를 지나치게 묘사했다는 이유로[12] 방송위원회에서 '연출자 경고'를 받았다.
- 이 드라마의 인기로 배용준은 1996년 광고 모델 호감도 조사에서 1위를 차지했다.[13]
- 첫사랑 종영후 이승연은 MBC 주말연속극 《신데렐라》로 이동했는데 이 작품은 당초 《미망》 후속 수목극(24부작 미니시리즈)으로 기획될 예정이었지만[14] 담당 연출자 이창순 PD가 "제목이 적절치 않다"고 판단하여 <체스>로 바뀌었으며[15] 이 과정에서 집필자로 낙점된 최연지 작가가 하차한 대신 정성주 작가가 대타로 들어갔고 KBS가 해당 작품(첫사랑) 후속에서[16] 《내 안의 천사》 후속 월화 미니시리즈로 갑작스럽게 바뀐 《폭풍 속으로》대신 《파랑새는 있다》를 대타로 올리자 《사랑한다면》 후속으로 예정된 《내가 사는 이유》와 편성을 맞바꾸면서[17] 처음 제목으로 돌아왔으나 이승연이 해당 드라마(첫사랑) 종영 뒤 방송사만 바꿨을 뿐 같은 시간대 주말극에 나와야 하는 부담감을 안아야 했다.